# Jesco von Puttkamer (Raumfahrtingenieur)

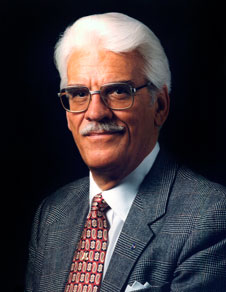
Jesco von Puttkamer

Jesco Hans Heinrich Max Freiherr von Puttkamer (* 22. September 1933 in Leipzig; † 27. Dezember 2012 in Alexandria, Virginia) war ein deutschamerikanischer Raumfahrtingenieur und Autor. Seit 1962 stand er im Dienst der US-amerikanischen Luft- und Raumfahrtbehörde NASA und war zuletzt deren dienstältester Mitarbeiter.

## Leben
Puttkamer stammte aus dem hinterpommerschen Adelsgeschlecht Puttkamer (Linie: Nossin; Ast: Wollin – jüngeres Nossin; Zweig: Jassen). Den Zweiten Weltkrieg verbrachte er mit seiner Mutter und den Geschwistern überwiegend in der Schweiz, legte in Konstanz 1952 das Abitur ab und absolvierte ein Ingenieurpraktikum in verschiedenen Firmen. Danach studierte er Maschinenbau an der Technischen Hochschule Aachen. Als Student schrieb er in den Jahren 1959 bis 1961 einige Science-Fiction-Romane und -Kurzgeschichten.
1962 wanderte Puttkamer als Diplomingenieur in die USA aus. Bei der NASA in Huntsville, Alabama, arbeitete er im Team von Wernher von Braun am Apollo-Programm mit und berechnete Flugbahnen. Sein Vorgesetzter am Marshall Space Flight Center war Ernst Geissler. Nach dem Ende des Mondprogramms war er als Ingenieur und Planer an Skylab, dem Space Shuttle und anderen Projekten beteiligt.
Seit 1974 leitete er eine Arbeitsgruppe zur strategischen Planung der permanenten Erschließung des Alls in der NASA-Hauptverwaltung in Washington. Dort war er 2007 im Office of Space Operations (OSO) an der Internationalen Raumstation ISS und seit 2004 an der Formulierung des Mond/Mars-Langfristprogrammes der NASA beteiligt, das vom damaligen Präsidenten der Vereinigten Staaten George W. Bush initiiert, jedoch aus Kostengründen von Barack Obama wieder gestrichen wurde.
Von 1978 bis 1980 arbeitete er als technischer Berater für Star Trek – Der Film.

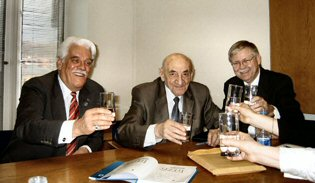
Puttkamer, Chertok und NASA-Historiker Steven J. Dick, Moskau 2005

Die Würde eines Doktors der Philosophie ehrenhalber verlieh ihm 1996 die Universität von Saarbrücken. Puttkamer hatte das Berufsingenieur-Diplom des Bundesstaats Alabama und war Träger zahlreicher hoher Auszeichnungen der NASA, darunter vor allem des „Exceptional Service“-Ordens. Von 1983 bis 2000 war er als Honorarprofessor an der FH Aachen tätig. Noch in der letzten Novemberwoche 2012 hielt er dort als Honorarprofessor Vorträge vor Studenten.
In Deutschland wurde er durch Auftritte in den Medien und als Autor von Fachbüchern als Förderer der bemannten Raumfahrt bekannt. Als Beiratsmitglied des Space Education Institute Germany engagierte er sich für die Nachwuchsförderung in seiner Geburtsstadt Leipzig. Bis zuletzt hielt er engen Kontakt zu Raumfahrtexperten in Deutschland, insbesondere bei ESA und DLR.
Jesco von Puttkamer starb im Alter von 79 Jahren nach kurzer Krankheit am 27. Dezember 2012 an Herzversagen. Er hinterließ seine Ehefrau Ursula, mit der er seit 1961 verheiratet war.

## Bibliografie
Science Fiction

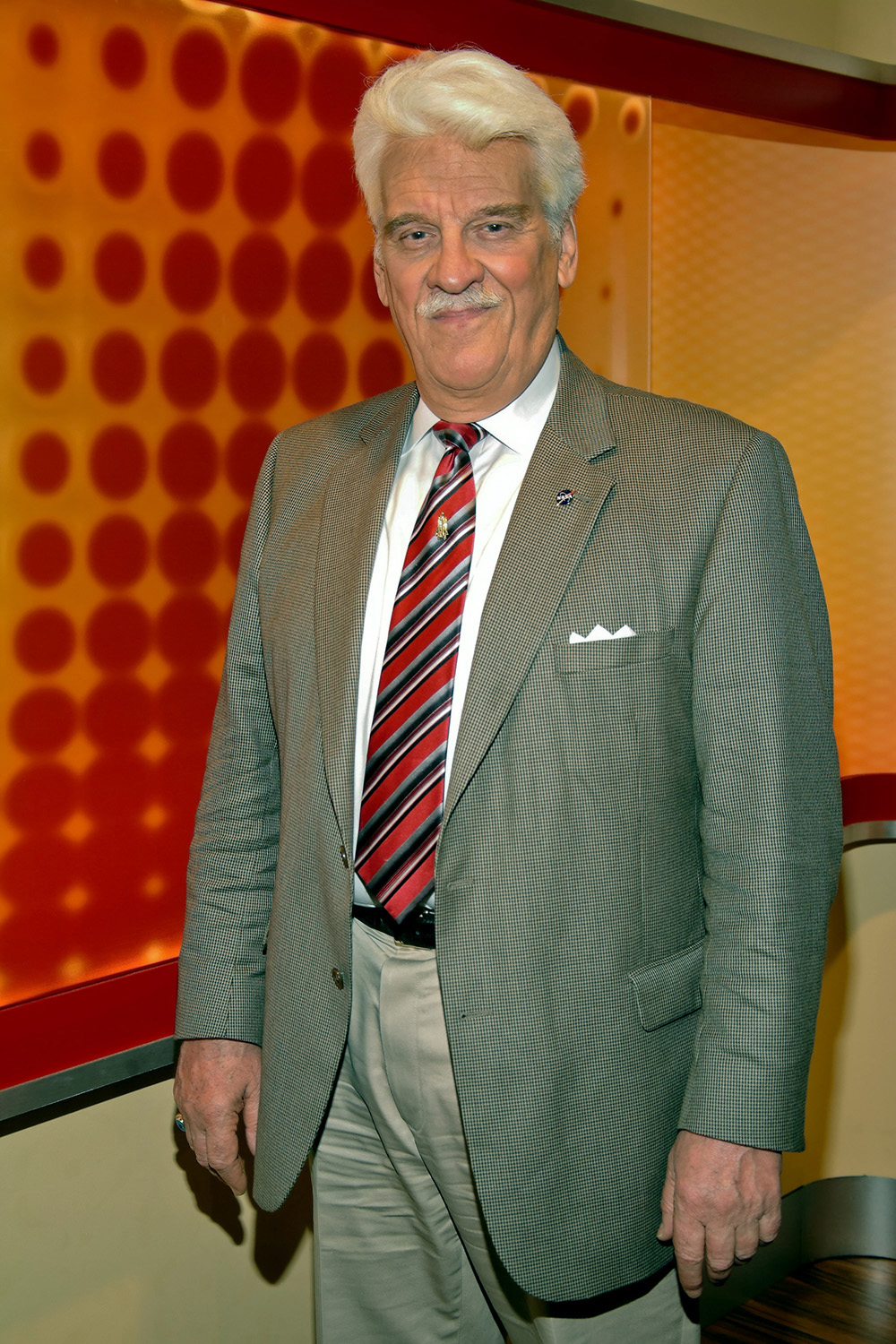
Jesco von Puttkamer 2009 zu Gast beim ZDF

- Der Unheimliche vom anderen Stern. 1957.
- Galaxis ahoi! 1958 (mit Clark Darlton).
- Das unsterbliche Universum. 1959 (mit Clark Darlton).
- Der schlafende Gott. 1960. Auch als: Die Reise des schlafenden Gottes.
- Welt ohne Menschen. 1960 (mit Bogislav von Puttkamer, als Ralph Anders).
- Das Zeit-Manuskript. 1960.
- Die sechste Phase. 1961.
- Elektronengehirne, Wurmlöcher und Weltmodelle. 1985 (Kurzgeschichten von 1952 bis 1959).

Sachliteratur
- Apollo 8 – Aufbruch ins All. 1969.
- Columbia, hier spricht Adler. 1969.
- Raumstationen – Laboratorien im All. 1971.
- Der erste Tag der neuen Welt – Vom Abenteuer der Raumfahrt zur Zukunft im All. 1981.
- Der zweite Tag der neuen Welt – Die Raumfahrt auf dem Weg ins 3. Jahrtausend. 1985.
- Der Mensch im Weltraum – eine Notwendigkeit. 1987.
- Rückkehr zur Zukunft – Bilanz der Raumfahrt nach Challenger. 1989, ISBN 3-524-69082-3.
- Jahrtausendprojekt Mars. 1996.
- Apollo 11: Wir sehen die Erde. 1999, ISBN 3-7766-7056-8.
- Von Apollo zur ISS. 2001.
- Abenteuer Apollo 11: Von der Mondlandung zur Erkundung des Mars. 2009.
- Projekt Mars. 2012, ISBN 978-3-7766-2685-8.

Übersetzungen
- Donald A. Wollheim: Das Geheimnis der Saturnringe. 1956 (Secret of Saturn’s Rings).
- James E. Gunn: Von Mauern umgeben … 1957 (This Fortress World).
- A. E. van Vogt: Unternehmen Milchstraße; auch: Weltraum-Expedition der Space Beagle. 1957 (The Voyage of the Space Beagle).
- Poul Anderson: Macht des Geistes. 1958 (Brain Wave).
- A. E. van Vogt: Die Schatten. 1958 (Universe Maker).
- Isaac Asimov: Die nackte Sonne. 1960 (The Naked Sun).
- A. E. van Vogt: Das Absolutum. 1961 (Originalanthologie).
- A. E. van Vogt: 200 Millionen Jahre später. 1965 (The Book of Ptath).